# Världsmästerskapen i hastighetsåkning på skridskor 1896
De sjunde världsmästerskapen i hastighetsåkning på skridskor för herrar anordnades i Sankt Petersburg i Ryssland 7 - 8 februari 1896. 14 deltagare från fyra länder deltog. 

## Resultat
- - 500 meter
- 1 Jaap Eden  Nederländerna – 50,2
- 2 Aleksandr Papikin  Ryssland – 52,8
- 3 Gustaf Estlander  Finland – 53,8

- - 1 500 meter
- 1 Jaap Eden  Nederländerna – 2.36,2
- 2 Gustaf Estlander  Finland – 2.44,2
- 2 Julius Seyler  Tyska riket – 2.44,2

- - 5 000 meter
- 1 Jaap Eden  Nederländerna – 9.03,2
- 2 Gustaf Estlander  Finland – 9.42,4
- 3 Johan Wink  Finland – 9.48,6

- - 10 000 meter
- 1 Jaap Eden  Nederländerna – 18.52,4
- 2 Gustaf Estlander  Finland 19.57,4
- 2 Johan Wink  Finland – 20.12,2

- - Sammanlagt
- 1 Jaap Eden  Nederländerna, världsmästare.
- 2 Gustaf Estlander  Finland
- 3 Johan Wink  Finland
  - För att få titeln världsmästare krävdes enligt då gällande regler att man vunnit minst tre distanser.

### Fotnoter
1. ↑  ”World Championship Allround” (på engelska). Speedskatingstats. http://www.speedskatingstats.com/index.php?file=championships&g=m&type=wchall&year=1896. Läst 2 augusti 2017.